# Isabella van Henegouwen
Isabella (of Elisabeth) van Henegouwen (Rijsel, 23 april 1170 — Parijs, 15 maart 1190) was, als (eerste) echtgenote van Filips II van Frankrijk, koningin van Frankrijk.
Zij was een dochter van de Henegouwse graaf Boudewijn V van Henegouwen en de Vlaamse gravin Margaretha van de Elzas. In 1180 werd zij - op de prille leeftijd van tien jaar - door haar machtige oom Filips van de Elzas uitgehuwelijkt aan de toen vijftienjarige Franse koning, voor wie deze alliantie met het graafschap Vlaanderen goed gelegen kwam. Op deze manier kon hij zich onttrekken aan de verstikkende betutteling door zijn moeder Adelheid en haar intriges ten voordele van haar broer, Hendrik, graaf van Champagne. Dit huwelijk bood het bijkomende voordeel dat de bruid Karolingisch bloed had, omdat de graven van Henegouwen afstamden van Karel van Neder-Lotharingen, en bovendien kreeg Isabella als bruidsschat het gebied van Artesië, met onder meer de rijke streden Atrecht, Bapaume, Sint-Omaars en Ariën.
Het huwelijk werd ingezegend op 28 april 1180 te Bapaume, en het piepjonge koningspaar werd een maand later officieel gezalfd in de kathedraal van Saint-Denis op 29 mei.
Maar de koning raakte snel uitgekeken op zijn jonge bruid. Toen bleek dat zij hem na vier jaar huwelijk geen kind kon schenken, maakte Filips zijn voornemen bekend om van haar te scheiden, onder het voorwendsel dat het huwelijk niet geconsummeerd was. Omdat hij graag het graafschap Henegouwen had geannexeerd, zat het hem ook dwars dat zij haar vader nog steeds niet had kunnen overtuigen om duidelijker het kamp van de koning te kiezen. Isabella reageerde hierop door op spectaculaire wijze in het openbaar de rol van verongelijkte onschuld te spelen. Ze verscheen overal in boetekleren en op die manier won zij het medelijden en de sympathie van het volk, zodat haar echtgenoot uiteindelijk moest afzien van zijn voornemen. Een eventuele echtscheiding zou trouwens het verlies van Artesië impliceren.
Op 5 september 1187 schonk zij het leven aan de zoon die Filips zozeer had gewild; de toekomstige Lodewijk VIII. Isabella van Henegouwen stierf ruim twee jaar later in het kraambed op 20-jarige leeftijd, op 15 maart 1190 te Parijs. De tweeling die zij ter wereld bracht overleefde haar niet. Ze werd op grootse wijze begraven in de Notre-Dame van Parijs. Haar echtgenoot was niet aanwezig op de uitvaartplechtigheid, hij was met de Engelse koning Richard Leeuwenhart in diens domein Normandië ter voorbereiding van hun tocht naar het Heilige Land (kruistocht).

## Voorouders
| Voorouders van Isabella van Henegouwen | Voorouders van Isabella van Henegouwen                                             | Voorouders van Isabella van Henegouwen                                             | Voorouders van Isabella van Henegouwen                                             | Voorouders van Isabella van Henegouwen                                             | Voorouders van Isabella van Henegouwen                                             | Voorouders van Isabella van Henegouwen                                             | Voorouders van Isabella van Henegouwen                                             | Voorouders van Isabella van Henegouwen                                             |
| -------------------------------------- | ---------------------------------------------------------------------------------- | ---------------------------------------------------------------------------------- | ---------------------------------------------------------------------------------- | ---------------------------------------------------------------------------------- | ---------------------------------------------------------------------------------- | ---------------------------------------------------------------------------------- | ---------------------------------------------------------------------------------- | ---------------------------------------------------------------------------------- |
| Overgrootouders                        | Boudewijn III van Henegouwen (1087-1020) ∞ Yolanda van Gelre (1090-1131)           | Boudewijn III van Henegouwen (1087-1020) ∞ Yolanda van Gelre (1090-1131)           | Godfried van Namen (1067-1139) ∞ Ermesinde I van Namen (1080-1134)                 | Godfried van Namen (1067-1139) ∞ Ermesinde I van Namen (1080-1134)                 | Diederik II van Lotharingen (ca. 1050–1115) ∞ Gertrudis van Vlaanderen (1080-1117) | Diederik II van Lotharingen (ca. 1050–1115) ∞ Gertrudis van Vlaanderen (1080-1117) | Fulco V van Anjou (1091-1143) ∞ Ermengarde van Maine (1096–1126)                   | Fulco V van Anjou (1091-1143) ∞ Ermengarde van Maine (1096–1126)                   |
| Grootouders                            | Boudewijn IV van Henegouwen (1110-1171) ∞ 1127 Adelheid van Namen (1112/15-1169)   | Boudewijn IV van Henegouwen (1110-1171) ∞ 1127 Adelheid van Namen (1112/15-1169)   | Boudewijn IV van Henegouwen (1110-1171) ∞ 1127 Adelheid van Namen (1112/15-1169)   | Boudewijn IV van Henegouwen (1110-1171) ∞ 1127 Adelheid van Namen (1112/15-1169)   | Diederik van de Elzas (1100-1168) ∞ 1139 Sybille van Anjou (1116-1165)             | Diederik van de Elzas (1100-1168) ∞ 1139 Sybille van Anjou (1116-1165)             | Diederik van de Elzas (1100-1168) ∞ 1139 Sybille van Anjou (1116-1165)             | Diederik van de Elzas (1100-1168) ∞ 1139 Sybille van Anjou (1116-1165)             |
| Ouders                                 | Boudewijn V van Henegouwen (1150-1195)) ∞ 1139 Margaretha van de Elzas (1145-1194) | Boudewijn V van Henegouwen (1150-1195)) ∞ 1139 Margaretha van de Elzas (1145-1194) | Boudewijn V van Henegouwen (1150-1195)) ∞ 1139 Margaretha van de Elzas (1145-1194) | Boudewijn V van Henegouwen (1150-1195)) ∞ 1139 Margaretha van de Elzas (1145-1194) | Boudewijn V van Henegouwen (1150-1195)) ∞ 1139 Margaretha van de Elzas (1145-1194) | Boudewijn V van Henegouwen (1150-1195)) ∞ 1139 Margaretha van de Elzas (1145-1194) | Boudewijn V van Henegouwen (1150-1195)) ∞ 1139 Margaretha van de Elzas (1145-1194) | Boudewijn V van Henegouwen (1150-1195)) ∞ 1139 Margaretha van de Elzas (1145-1194) |
| Isabella van Henegouwen (1170-1190)    |                                                                                    |                                                                                    |                                                                                    |                                                                                    |                                                                                    |                                                                                    |                                                                                    |                                                                                    |